# Antoni Dudek
Antoni Kazimierz Dudek (ur. 17 października 1966 w Krakowie) – polski historyk, politolog i publicysta, profesor nauk humanistycznych, członek Rady Instytutu Pamięci Narodowej (2010–2016), profesor Uniwersytetu Kardynała Stefana Wyszyńskiego w Warszawie.

## Życiorys
W wieku 16 lat (w 1982) został członkiem ZSMP, który opuścił dwa lata później. Uczył się w szkole średniej w Krakowie, był laureatem XI Olimpiady Historycznej z roku szkolnego 1984/1985. W 1990 ukończył studia w Instytucie Nauk Politycznych i Stosunków Międzynarodowych Uniwersytetu Jagiellońskiego. W 1994 uzyskał stopień doktora nauk humanistycznych na podstawie pracy dotyczącej polityki władz PRL wobec Kościoła katolickiego w latach 1956–1970. W 2004 habilitował się na Wydziale Studiów Międzynarodowych i Politycznych UJ na podstawie dorobku naukowego oraz rozprawy Reglamentowana rewolucja. Rozkład dyktatury komunistycznej w Polsce 1988–1990. Postanowieniem z dnia 30 grudnia 2009 prezydent Lech Kaczyński nadał mu tytuł profesora nauk humanistycznych.
W 1989 jako asystent-stażysta został nauczycielem akademickim Instytutu Nauk Politycznych i Stosunków Międzynarodowych Uniwersytetu Jagiellońskiego, gdzie był kolejno asystentem, adiunktem i profesorem nadzwyczajnym. W latach 2011–2014 był kierownikiem Katedry Współczesnej Polityki Polskiej UJ. W 2014 został profesorem zwyczajnym w Instytucie Politologii Uniwersytetu Kardynała Stefana Wyszyńskiego. W latach 2018–2019 był kierownikiem Katedry Instytucji i Zachowań Politycznych, a w następnym roku akademickim przeszedł do pracy w Instytucie Nauk Historycznych UKSW. W 2015 został też członkiem Rady Naukowej Instytutu Studiów Politycznych PAN w Warszawie.
We wrześniu 2000 rozpoczął pracę w Biurze Edukacji Publicznej IPN na stanowisku naczelnika Wydziału Badań Naukowych, Dokumentacji i Zbiorów Bibliotecznych. Od lutego 2006 do kwietnia 2010 był doradcą prezesa IPN Janusza Kurtyki. W 2011 został wybrany przez Sejm w skład nowo powołanej Rady IPN, od 2015 pełnił funkcję jej przewodniczącego. Organ ten został zniesiony nowelizacją ustawy o IPN w 2016.
Zajmuje się najnowszą historią polityczną Polski oraz jej współczesnym systemem politycznym. Autor i współautor kilkunastu książek oraz kilkuset artykułów poświęconych przede wszystkim historii najnowszej, w latach 2002–2009 był członkiem redakcji półrocznika „Pamięć i Sprawiedliwość”. Publikował m.in. w tygodniku „Wprost” oraz w „Rzeczpospolitej” i „Dzienniku”. Na antenie TVP Historia od maja 2007 do maja 2009 prowadził program publicystyczny Kulisy III RP. Był konsultantem kilkunastu filmów dokumentalnych i seriali telewizyjnych (m.in. Gry wojenne). Autor stałego felietonu o książkach w miesięczniku „W Sieci Historii”. Prowadzący cykliczne audycje Ćwierćwiecze, Retrospekcje i Rzeczypospolite w Programie II Polskiego Radia, współprowadzący (z Wiktorem Świetlikiem) program o książkach Ex Libris w TVP Historia. Był też współprowadzącym (z Łukaszem Warzechą) program Podwójny kontekst na YouTube. W 2022 w serwisie tym zaczął również prowadzić autorski kanał „Dudek o Historii”. W 2023 na kanale „Super Expressu” uruchomił program Dudek o Polityce.
Powołany w skład jury Konkursu „Książka Historyczna Roku”, od 2016 jako przewodniczący tego gremium. W 2019 zrezygnował z tej funkcji oraz z udziału w pracach jury, protestując przeciwko działaniom niektórych organizatorów konkursu. W 2017 został członkiem jury Nagrody Historycznej im. Kazimierza Moczarskiego. W latach 2018–2020 członek zarządu stowarzyszenia Inkubator Umowy Społecznej, promującego koncepcję decentralizacji ustroju Polski. Od 2020 współprzewodniczący rady IUS. Wszedł także w skład rady programowej Centrum Pieniądza NBP im. Sławomira S. Skrzypka. 

## Odznaczenia
Odznaczony Srebrnym Medalem „Zasłużony Kulturze Gloria Artis” (2005) oraz Złotym Krzyżem Zasługi (2007).

## Publikacje
- Bolesław Piasecki. Próba biografii politycznej (1990, współautor: Grzegorz Pytel)
- Bez wahania (1993, współautor: Maciej Gawlikowski, wywiad rzeka z Leszkiem Moczulskim)
- Państwo i Kościół w Polsce 1945–1970 (1995)
- Walki uliczne w PRL 1956–1989 (1999, współautor: Tomasz Marszałkowski)
- Ślady PeeReLu (2000)
- Pierwsze lata III Rzeczypospolitej 1989–2001 (2002)
- Komuniści i Kościół w Polsce 1945–1989 (2003, współautor: Ryszard Gryz)
- Reglamentowana rewolucja. Rozkład dyktatury komunistycznej w Polsce 1988–1990 (2004)
- Historia polityczna Polski 1989–2005 (2007)
- PRL bez makijażu (2008)
- Utopia nad Wisłą. Historia Peerelu (2008, współautor: Zdzisław Zblewski)
- Zmierzch dyktatury. Polska lat 1986–1989 w świetle dokumentów, tom 1 (2009), tom 2 (2010)
- Polska 1989–2009. Ilustrowany komentarz historyczny (2009, współautor: Paweł Śpiewak)
- Instytut. Osobista historia IPN (2011)
- Historia polityczna Polski 1989–2012 (2013)
- Historia polityczna Polski 1989–2015 (2016)
- Od Mazowieckiego do Suchockiej. Pierwsze rządy wolnej Polski (2019)
- Geschichte Polens 1939–2015 (2022, współautor: Andrzej Friszke)
- O dwóch takich, co podzieliły Polskę (2022, wywiad rzeka przeprowadzony przez Natalię Kołodyńską-Magdziarz)
- Ślady czasu 4. Historia. Podręcznik do liceum i technikum. Zakres podstawowy i rozszerzony. II wojna światowa i współczesność (2023, współautorzy: Łukasz Kępski, Jakub Polit)
- Historia polityczna Polski 1989–2023 (2023)
- Dudek o historii: Narodziny III RP (2024)